# برونو بيتانكور
برونو إيمانويل بيتانكور بايزا (من مواليد 18 ديسمبر 2003) هو لاعب كرة قدم محترف أوروغواي يلعب كمهاجم نادي العين الإماراتي ولعب ل لنادي الدورية الأوروغوايانية رينتيستاس على سبيل الإعارة من بينيارول في الأورجواي.

## مسيرته المهنية
عندما كان طفلا، لعب بيتانكور كرة القدم للأطفال لنادي سيتي إستريلاس من حي ماروناس، مونتيفيديو، إلى جانب إغناسيو سوسا.نتاج فينيكس، انضم بيتانكور إلى فريق بينيارول تحت سن 19 عاما في يونيو 2022 وظهر لأول مرة بشكل احترافي في العام التالي في مباراة دوري الدرجة الأولى في أوروغواي ضد ليفربول في 25 مارس.
في عام 2024، انتقل بيتانكور إلى تشيلي ووقع على سبيل الإعارة مع نادي دوري الدرجة الأولى التشيلي إيفرتون دي فينا ديل مار على صفقة لمدة عام مع خيار الشراء.
وفي صيف عام 2025 اعلن نادي العين الإماراتي تعاقده مع اللاعب

### الجدل حول انتقاله إلى العين
بعد ان اعلن العين الإماراتي انتقال اللعب الى صفوفهم ظهر في بث مباشر عبر حسابه على إنستغرام، تحدث برونو بيتانكور إلى متابعيه، قائلًا: “لا أعرف هذا النادي الذي سألعب له، ولا أعرف حتى اسمه”.
هذا التصريح من اللاعب صاحب الـ23 عامًا أثار غضب جماهير العين عبر وسائل التواصل الاجتماعي خلال الساعات القليلة الماضية.

## إحصائيات اللاعب حسب الموسم
| النادي  | الدوري                       | الموسم | مباريات الدوري | أهداف الدوري | مباريات الكأس | أهداف الكأس | مباريات قارية | أهداف قارية | المجموع | مجموع الأهداف |
| ------- | ---------------------------- | ------ | -------------- | ------------ | ------------- | ----------- | ------------- | ----------- | ------- | ------------- |
| بينارول | الدوري الأوروغواياني الممتاز | 2023   | 11             | 0            | 0             | 0           | 2             | 0           | 13      | 0             |
| إيفرتون | الدوري التشيلي الممتاز       | 2024   | 7              | 1            | 0             | 0           | —             | —           | 7       | 1             |
| المجموع |                              |        | 18             | 1            | 0             | 0           | 2             | 0           | 20      | 1             |